# Aroa ochraceata
Aroa ochraceata är en fjärilsart som beskrevs av Walker 1865. Aroa ochraceata ingår i släktet Aroa och familjen tofsspinnare. Inga underarter finns listade i Catalogue of Life.